# Charles Hard Townes Award
Der Charles Hard Townes Award der wissenschaftlichen Gesellschaft Optica ist ein Preis für Quantenelektronik (Physik von Lasern). Er ist nach Charles Hard Townes benannt und wird seit 1981 jährlich vergeben.

## Preisträger
- 1981 James P. Gordon, Herbert Zeiger
- 1982 C. Kumar N. Patel
- 1983 Robert Hellwarth
- 1984 Weniamin Pawlowitsch Tschebotajew, John Lewis Hall
- 1985 Stephen E. Harris
- 1986 Yuen-Ron Shen
- 1987 Hermann A. Haus
- 1988 Arthur Ashkin
- 1989 Daniel J. Bradley
- 1990 Herbert Walther
- 1991 Elias Snitzer
- 1992 Nick Holonyak
- 1993 Claude Cohen-Tannoudji
- 1994 Joseph H. Eberly
- 1995 Ivan Kaminow
- 1996 Chung L. Tang
- 1997 Linn F. Mollenauer
- 1998 Marlan Scully
- 1999 Charles H. Henry
- 2000 Richard George Brewer
- 2001 A. David Buckingham
- 2002 Charles Shank
- 2003 David Hanna
- 2004 Erich P. Ippen
- 2005 Paul Corkum
- 2006 Orazio Svelto
- 2007 Serge Haroche
- 2008 Robert Alfano
- 2009 Gérard Mourou
- 2010 Ataç İmamoğlu
- 2011 Wilson Sibbett
- 2012 Philippe Grangier
- 2013 Günter Huber
- 2014 Masataka Nakazawa
- 2015 Ursula Keller
- 2016 Robert W. Boyd
- 2017 Adolf Giesen
- 2018 Peter Fritschel
- 2019 Alexander L. Gaeta
- 2020 Toshiki Tajima
- 2021 Mikhail Lukin
- 2022 Girish Saran Agarwal
- 2023 Andrew M. Weiner
- 2024 Franco Nori
- 2025 Kerry John Vahala